# Lindsay Lohan
Lindsay Dee Lohan, známá pod uměleckým jménem Lindsay Morgan Lohan (* 2. července 1986 New York), je americká herečka, popová zpěvačka a bývalá modelka. V show businessu začala jako dětská modelka v reklamách v časopisech a televizi. V deseti letech přišla první herecká role s telenovelou Another World. V jedenácti letech si zahrála ve filmu Past na rodiče, který získal ohlas u diváků a kritiků. Další větší role přišla s filmem Mezi námi děvčaty v roce 2003 a Protivný sprostý holky v roce 2004.
Její debutové album Speak bylo vydáno v roce 2004. Druhé album A Little More Personal (Raw) byl vydáno v roce 2005. V roce 2005 si zahrála ve filmu Můj auťák Brouk a v roce 2006 obdržela pozitivní komentáře kritiků za filmy Bobby a Jen trošku štěstí. V letech 2008 a 2009 pracovala jako modelka pro kolekci 6126. K herecké kariéře se vrátila v roce 2009 s filmem Šéfe, jsem v tom!. V roce 2010 se objevila ve filmu Roberta Rodrigueze Machete. Mezi lety 2010 a 2013 podstoupila tři odvykací kúry. V roce 2012 si zahrála v televizním filmu Liz & Dick a v roce 2013 ve filmu The Caynons. V roce 2014 měl premiéru dokumentový seriál Lindsay.

## Životopis
Narodila se 2. července 1986 v New Yorku a vyrostla v Merricku a Cold Spring Harboru na Long Islandu v New Yorku. Je dcerou Diny Lohan a Michaela Lohana. Má 3 mladší sourozence, bratry Michaela (* 16. prosince 1987) a Codyho (* 16. června 1996) a sestru Alianu (* 22. prosince 1993).
Navštěvovala Cold Spring Harbor High School a Sanford H. Calhoun High School, od 12 let byla učena doma.

## Kariéra

### 1989–2002: Začátek kariéry aPast na rodiče
Svoji kariéru zahájila ve třech letech, kdy se stala dětskou modelkou Ford Models. Objevila se v přes 60 televizních reklamách a předváděla oblečení pro Calvina Kleina a Abercrombie. V deseti letech získala roli Alexandry „Ali“ Fowler v telenovele Another World. V roce 1998 debutovala ve filmu Walta Disneye Past na rodiče, kde ztvárnila roli obou dvojčat, které byly rozdělené při porodu a znovu se shledaly na dětském táboru. Ve filmu si zahrála po boku Dennise Quaida a Natashi Richardson. Film vydělal přes 92 milionů dolarů po celém světě a získal pozitivní kritiky. Za roli získala cenu Young Artist Award. Objevila se také v dalších dvou televizních filmech stanice Disney Živá panenka a Najděte stopu.

### 2003–2004: Průlom,Protivný sprostý holkya debutové albumSpeak
V roce 2003 přišla role v remaku filmu Mezi námi děvčaty, kde si zahrála po boku Jamie Lee Curtis, kde si zahrála její dceru. Za roli získal cenu MTV Movie Award v kategorii Průlomové vystoupení. O rok později přišly další dvě hlavní role. První v Disneyovské komedii Zpověď královny střední školy a druhá v komedii Protivný sprostý holky. První film se setkal s negativní kritikou, zatímco druhý film sklízel pozitivní reakce. Vydělal přes 129 milionů dolarů po celém světě. V roce 2004 získala čtyři ceny Teen Choice Award a dvě ceny MTV Movie Award. Po filmu Protivný sprostý holky přilákala zájem médií o její profesionální, ale i soukromý život, včetně jejího nočního života a problémů v manželství jejích rodičů.
V roce 2004 podepsala smlouvu s nahrávací společností Casablanca Records a vydala své debutové album Speak, které se umístilo na čtvrtém místě amerického žebříčku Billboard 200 a získalo platinové ocenění na začátku roku 2005.

### 2005–2009: Nové album, nezávislé filmy
V roce 2005 se vrátila znovu k Disneyovským komediím a to s filmem Můj auťák Brouk. Společnost Mattel vydala panenku, vypadají jako Lindsay a tak se stala první celebritou, které měla svojí vlastní My Scene panenku.
Druhé studiové album A Little More Personal (Raw) bylo vydáno v prosinci roku 2005. Umístilo se na 20. místě žebříčku Billboard 200 a získalo zlatý certifikát.
V květnu 2006 měla premiéru romantická komedie Jen trochu štěstí. Film získal negativní kritiku a Lindsay získala svojí první nominaci na cenu Zlatá malina. Následovala role v nezávislém filmu Zítra nehrajeme!, po boku Meryl Streep. Ve filmu Bobby si zahrála po boku Sharon Stone a jako část obsazení byla nominovaná na cenu Screen Actors Guild Award. Fanynku Johna Lennona si zahrála ve filmu Zavraždění Johna Lennona. V květnu roku 2007 byl vydán film Vlastní pravidla.

### 2009–současnost: Návrat
Po sérií odvykacích kúr, kvůli závislosti na alkoholu, drogách a problémům se zákonem se k herectví vrátila v roce 2009. Zahrála si hlavní roli v komediálním filmu Šéfe, jsem v tom!, který měl být původně vydán do kin, ale nakonec měl premiéru na stanici ABC Family. Stala se porotcem v šesté sérii americké show Project Runway. V roce 2010 se objevila ve filmu Roberta Rodrigueze Machete.
V květnu roku 2012 si zahrála v seriálu stanice FOX Glee a v televizním filmu Liz & Dick. V roce 2013 přišla role ve filmu Scary Movie 5, po boku Charlieho Sheena. Mezi květnem a červencem 2013 strávila 90 dní v odvykacím centru.
V srpnu 2013, den poté co opustila odvykací centrum, byl vydán film The Canyons.
Osmiepizodový dokumentární seriál nazvaný Lindsay byl vysílán mezi březnem a dubnem roku 2014 na kabelové stanici OWN. Ten samý rok si zahrála v epizodě seriálu 2 Socky.
V říjnu roku 2014 si poprvé zahrála na divadelních prknech v Londýnské produkci Speed-the-Plow, kde si zahrála roli Karen, kterou původně hrála Madonna.

## Filmografie
| Rok  | Název                          | Role                        | Poznámky            |
| ---- | ------------------------------ | --------------------------- | ------------------- |
| 1998 | Past na rodiče                 | Hallie Parker/Annie James   |                     |
| 2000 | Živá panenka                   | Casey Stuart                | TV film             |
| 2002 | Najděte stopu                  | Alexandra „Lexy“ Cold       | TV film             |
| 2003 | Mezi námi děvčaty              | Anna Coleman                |                     |
| 2004 | Zpověď královny střední školy  | Mary Elizabeth „Lola“ Cep   |                     |
| 2004 | Protivný sprostý holky         | Cady Heron                  |                     |
| 2005 | Můj auťák Brouk                | Maggie Peyton               |                     |
| 2006 | Zítra nehrajeme!               | Lola Johnson                |                     |
| 2006 | Prázdniny                      | Samu sebe                   | cameo               |
| 2006 | Bobby                          | Diane Howser                |                     |
| 2006 | Jen trošku štěstí              | Ashley Albright             |                     |
| 2006 | Friendly Fire                  | Přítelkyně                  | Přímo na DVD        |
| 2007 | Zavraždění Johna Lennona       | Jude Hanson                 |                     |
| 2007 | Vlastní pravidla               | Rachel Wilcox               |                     |
| 2007 | Vím, kdo mě zabil              | Aubrey Flemming/Dakota Moss |                     |
| 2009 | Šéfe, jsem v tom!              | Thea Clayhill               | TV film             |
| 2010 | Machete                        | April Booth                 |                     |
| 2010 | Teenage Paparazzo              | Samu sebe                   | Dokument            |
| 2010 | Lindsay Lohan's Indian Journey | Samu sebe                   | BBC dokument        |
| 2012 | First Point                    | Samu sebe                   | Krátký umělcký film |
| 2012 | Liz & Dick                     | Elizabeth Taylor            | TV film             |
| 2012 | Love, Marilyn                  | Samu sebe                   | Dokument            |
| 2013 | Inappropriate Comedy           | Marilyn                     |                     |
| 2013 | Scary Movie 5                  | Samu sebe                   |                     |
| 2013 | Bling Ring: Jako VIPky         | Samu sebe                   | Archivní stopa      |
| 2013 | The Canyons                    | Tara                        | také producentka    |
| 2022 | Vánoce na spadnutí             | Sierra Belmont              |                     |
| 2024 | Irské přání                    | Madeline Kelly              | také producentka    |
| 2025 | Mezi námi děvčaty 2            | Anna Coleman                | postprodukce        |

| Rok       | Název                     | Role                   | Poznámky                                         |
| --------- | ------------------------- | ---------------------- | ------------------------------------------------ |
| 1996–97   | Another World             | Alexandra „Ali“ Fowler | Vedlejší role                                    |
| 2000      | Bette                     | Rose Midler            | Epizoda: „Pilot“                                 |
| 2004–12   | Saturday Night Live       | Samu sebe/Moderátor    | 5 epizod                                         |
| 2004      | Tatík Hill a spol.        | Jenny Medina (hlas)    | Epizoda: „Talking Shop“                          |
| 2004,2006 | Zlatá sedmdesátá          | Danielle Herself       | 2 epizody                                        |
| 2008      | Ošklivka Betty            | Kimmie „Kim“ Keegan    | 3 epizody                                        |
| 2008      | Living Lohan              | Samu sebe              | Epizoda: „Acting Up“                             |
| 2009      | Project Runway            | Samu sebe/porotce      | Epizoda: „Welcome to Los Angeles!“               |
| 2010      | Double Exposure           | Samu sebe              | Epizoda: „I'm Gonna Smash The Ringflash!“        |
| 2012      | Glee                      | Samu sebe (porotce)    | Epizoda: „Nationals“                             |
| 2013      | Million Dollar Decorators | Samu sebe              | Epizoda: „The Finishing Touch“                   |
| 2013      | Anger Management          | Lindsay Lohen          | Epizoda: „Charlie Gets Lindsay Lohan in Trouble“ |
| 2013      | Oprah's Next Chapter      | Samu sebe              | Epizoda: „Lindsay's Next Chapter“                |
| 2013      | Nahoru a dolů             | Shayna Powers          | Epizoda: „Chapter 29“                            |
| 2014      | Lindsay                   | Samu sebe              | dokumentární seriál o jejím životě               |
| 2014      | Funny or Die              | Samu sebe              | Epizoda: 3. série, 1. epizoda                    |
| 2014      | 2 Socky                   | Claire Guinness        | Epizoda: „And the Wedding Cake Cake Cake“        |
| 2018      | Sick Note                 | Katerina West          | 7 epizod                                         |
| 2019      | Among the Shadows         | Patricia Sherman       |                                                  |
| TBA       | Frame                     | Annabelle Moore        |                                                  |

| Rok  | Název          | Role  | Poznámky          |
| ---- | -------------- | ----- | ----------------- |
| 2014 | Speed-the-Plow | Karen | Playhouse Theatre |

## Diskografie
- 2004 – Speak
- 2005 – A Little More Personal (Raw)

## Videografie
- 2003 – Ultimate
- 2003 – What I like about you
- 2004 – That Girl
- 2004 – Rumors
- 2005 – Over
- 2005 – First
- 2005 – Confessions Of A Broken Heart